# Doskwier pastwiskowy
Doskwier pastwiskowy (Aedes vexans) – gatunek muchówki z rodziny komarowatych. Niewielki, ciemno ubarwiony przedstawiciel rodziny. Występuje na wszystkich kontynentach z wyjątkiem Antarktydy i Ameryki Południowej, a także na licznych wyspach. Larwy rozwijają się w różnych zbiornikach słodkowodnych. Owady dorosłe migrują z miejsc rozrodu na znaczne odległości. Obie płcie żywią się nektarem, ale samice ponadto są agresywnymi hematofagami, ssącymi krew kręgowców, w tym ludzi. Gatunek jest wektorem wywołującej filariozę u psów Dirofilaria immitis, wywołującej tularemię Francisella tularensis oraz kilku arbowirusów.

## Opis
Komar o ciele długości 5–6 mm i długości skrzydeł 3,8–4 mm, ciemno ubarwiony. Głowa z czarnobrunatnym nadustkiem. Na ciemieniu występują łuski w różnych kształtach i kolorach. Kłujka samicy trochę dłuższa od ud pierwszej pary odnóży, z wierzchu czarnobrunatna, a od spodu jaśniejsza. U samca kłujka ma długość ostatniego członu głaszczków. U samicy czułki z żółtawobrunatną lub ciemnobrunatną nóżką, żółtym lub żółtawobrunatnym z brunatnym wierzchołkiem pierwszym członem biczyka, a pozostałą częścią biczyka ciemnobrunatną z białym omszeniem i ciemnobrunatnymi okółkami włosków. Samiec ma czułki z ciemnobrunatną nóżką i białawym z ciemnymi pierścieniami i szarobrunatnymi okółkami biczykiem. Na tarczy śródplecza występują miedziane łuski. Skrzydła mają ciemnobrunatne łuski, a przezmianki są jasnobrunatne z czarną główką. Tergity odwłoka mają u nasady jasne plamy, wyraźnie zwężone pośrodku. Stopy mają przy nasadzie członów jasne pierścienie o szerokości mniejszej niż ⅓ długości członu. Narządy rozrodcze samca charakteryzuje dwukrotnie dłuższy niż szerszy gonokoksyt, spłaszczony i rozszerzony ku szczytowi gonostyl z grubym pazurkiem, maczugowate i grubo oszczecinione klaspety oraz małe paramery z apodemami zakończonymi silnie zakrzywionymi ząbkami.
Poczwarki mają jasnokasztanowe egzuwia i dość krótkie, rozszerzone u szczytu syfony. Ich listki (wyrostki płetwowe) mają niewcięte brzegi wewnętrzne i żeberko środkowe dochodzące do brzegów dolnych, na których małe i ostre kolce tworzą nieregularne rzędy.
Larwy mają głowę szerszą niż dłuższą, wyposażoną w filtrująco-zeskrobujący aparat gębowy i krótsze od niej czułki. Liczba gałązek budujących włoski wynosi: 5–10 dla czołowych zewnętrznych, 1–2 dla czołowych środkowych, 1–3 dla czołowych wewnętrznych, 3–5 dla tylnych nadustka, 1–2 dla ciemieniowych zewnętrznych i wewnętrznych, 5–8 dla włoska czułkowego. Łuski szczotki mają długie kolce główne i ząbkowane brzegi, występują w liczbie 10–15. Siodło nie zajmuje całego ostatniego segmentu odwłoka, a skrzela analne są półtora raza dłuższe od jego szerokości. Płetwę analną buduje 12–13 włosków w obrębie wspólnej podstawy i 3–4 włoski poza nią. Syfon z dobrze wykształconym grzebieniem o szeroko rozstawionych i większych 1–3 zębach dystalnych i włosku grzebieniowym złożonym z 5–7 gałązek krótszych niż szerokość syfonu i położonym powyżej połowy jego wysokości. Przednia powierzchnia syfonu ma tylko włoski przedwierzchołkowe.

## Biologia i ekologia
Larwy rozwijają się w różnych zbiornikach słodkowodnych, zwykle ze skąpą roślinnością lub małą ilością glonów. Według jednych źródeł preferują stanowiska niezacienione, a według innych brak takiej preferencji. Spotykane są w zbiornikach łąkowych i na skrajach lasu, w rozlewiskach, rowach, brzegach mokradeł, polach ryżowych, podmokłych lasach, a nawet w wodzie zgromadzonej w odciskach stóp słoni. W Polsce szczególnie pospolity w dolinach dużych rzek.
Samice składają jaja w miejscach w pobliżu wody, w których jest duże prawdopodobieństwo ich spłukania, zalania lub podmycia i w których zarodki będą miały wystarczającą ilość wilgoci. Jaja przed kluciem muszą przejść fazę lekkiego przesuszenia, a klucie następuje po znalezieniu się ich w wodzie. Poszczególne jaja klują się niejednocześnie i niekiedy można spotkać zarówno młode larwy, jak i poczwarki w tym samym czasie. Gatunek jest wielopokoleniowy, również w warunkach polskich, a stadium zimującym są jaja.
Imagines żywią się nektarem, a samice także krwią kręgowców stałocieplnych, wykazując się dużą agresywnością. Samice aktywne są w dzień i o zmierzchu, przy czym za dnia żerują w miejscach zacienionych. Szczyt ich aktywności przypada około 30–40 minut po zachodzie słońca. Samce tworzą po zachodzie słońca roje nad łąkami, polami i lasami, do których pojedynczo dołączają samice celem kopulacji. Imagines znane są z migrowania z miejsc rozrodu na duże odległości, niekiedy tworząc całe chmury pokonujące dystans około 23 km na dobę. Przylatują do mieszkań i pomieszczeń dla zwierząt.

## Rozprzestrzenienie
Gatunek prawie kosmopolityczny, pierwotnie holarktyczny. Występuje w prawie całej Europie. W Polsce bardzo pospolity. W Azji podawany z Afganistanu, Arabii Saudyjskiej, Azerbejdżanu, Bangladeszu, Kambodży, Chin, Filipin, Gruzji, Indii, Indonezji, Iraku, Iranu, Japonii, Jemenu, Korei Południowej, Laosu, Malezji, Mjanmy, Mongolii, Nepalu, Pakistanu, Sri Lanki, syberyjskiej Rosji, Tadżykistanu, Tajwanu, Tajlandii, Turcji i Wietnamu. W Afryce znany z Algierii, Libii, Liberii i RPA. W Ameryce Północnej spotkać go można w Kanadzie, Belize i Stanach Zjednoczonych z Alaską włącznie. Występuje też w Australii, Papui-Nowej Gwinei oraz licznych wyspach Oceanu Spokojnego z Guam i Hawajami włącznie.

## Znaczenie medyczne i weterynaryjne
Komar ten jest ważnym przenosicielem nicienia Dirofilaria immitis, wywołującego filariozę u psów. Ponadto przenosi wiele arbowirusów, w tym wschodni wirus końskiego zapalenia mózgu (EEE), zachodni wirus końskiego zapalenia mózgu (WEE), wirus zapalenia mózgu St. Louis (SLEV), wirus Zachodniego Nilu (WNV). Notowany też jako przenosiciel Francisella tularensis wywołującej tularemię.